# (6403) Steverin
(6403) Steverin es un asteroide que forma parte del cinturón de asteroides y fue descubierto por Eleanor Francis Helin el 8 de julio de 1991 desde el observatorio del Monte Palomar, Estados Unidos.

## Designación y nombre
Steverin se designó inicialmente como 1991 NU.
Más adelante, en 1996, fue nombrado en honor de Steven Newburn y Erin Fischer.

## Características orbitales
Steverin está situado a una distancia media de 2,597 ua del Sol, pudiendo alejarse hasta 2,915 ua y acercarse hasta 2,278 ua. Tiene una excentricidad de 0,1226 y una inclinación orbital de 14,3 grados. Emplea 1528 días en completar una órbita alrededor del Sol. El movimiento de Steverin sobre el fondo estelar es de 0,2356 grados por día.

## Características físicas
La magnitud absoluta de Steverin es 12,9 y el periodo de rotación de 3,491 horas.